# Cantó de Catús
El cantó de Catús és un cantó francès del departament de l'Òlt, situat al districte de Caors. Té 17 municipis i el cap és Catús.

## Municipis
- Boissièras
- Calamana
- Catús
- Craissac
- Francolès
- Gigosac
- Las Joanias
- La Bastida del Vèrn
- L'Èrm
- Maxon
- Mègmont
- Montgestin
- Nusejols
- Pontcirc
- Sent Daunís de Catús
- Sant Miard
- Sent Pèire de la Fuèlha

## Història
| Data d'elecció                           | Identitat         | Partit | Qualitat |
| ---------------------------------------- | ----------------- | ------ | -------- |
| 1970-1982                                | Henri Mercadier   | MRG    |          |
| 1982-1992                                | Gérard Miquel     | PS     |          |
| 1992-2008                                | Jean-Pierre Labro | PS     |          |
| 2008-                                    | Serge Rigal       | PS     |          |
| les dades anteriors no són pas conegudes |                   |        |          |
|                                          |                   |        |          |

## Demografia
| 1962  | 1968  | 1975  | 1982  | 1990  | 1999  | 2006  |
| ----- | ----- | ----- | ----- | ----- | ----- | ----- |
| 3.409 | 3.676 | 3.642 | 4.120 | 4.316 | 4.793 | 5.244 |